# Curimopsis mongoliensis
Curimopsis mongoliensis là một loài bọ cánh cứng trong họ Byrrhidae. Loài này được Paulus miêu tả khoa học năm 1970.